# فينيل بيرازولات

التركيب الكيميائي للفبرونيل، وهو مبيد حشري شائع من فئة مبيدات الفينيل بيرازولات

الفينيل بيرازولات هي فئة من المركبات الكيميائية التي تُستخدم كمبيدات الحشرية واسعة الطيف. يتميز التركيب الكيميائي لهذه الفئة من المبيدات الحشرية باحتوائه على حلقة بيرازول مركزية مع وجود مجموعة فينيل مرتبطة بإحدى ذرات النيتروجين في البيرازول.

## لمحة تاريخية
طُورت المبيدات الحشرية التي تعتمد على مركبات الفينيل بيرازولات استجابةً لزيادة مقاومة مبيدات الآفات التي تحتوي على المواد الكيميائية الأخرى. تُستعمل هذه الفئة من المركبات الآن جنبًا إلى جنب مع مبيدات النيونيكوتينويد، وتُعتبر من أكثر المبيدات استخدامًا على نطاق واسع.

## آلية العمل
تعمل المبيدات الحشرية التي تنتمي إلى فئة الفينيل بيرازولات عن طريق منع قنوات الكلوريد التي تنشط من خلال ناقل الغلوتامات العصبي في الحشرات. لا تمتلك الثدييات هذا النوع من قنوات الكلوريد، مما يجعلها أقل عرضة لتأثيرات هي المواد، إلا أنها تظل قادرة على تعطيل الخلايا الظهارية في الأمعاء البشرية ومن ثم التأثير سلبًا على صحة الإنسان.

## أمثلة
تشمل فئة مبيدات الفينيل بيرازولات مركبات مثل:
- الأسيتوبرول
- الإيثيبروول
- الفيبرونيل
- الفلوفيبرول
- البيراكلوفوس
- البيرافلوبرول
- البيريبرول
- البيرولان
- الفانيليبرول